# Epiphanios von Salamis

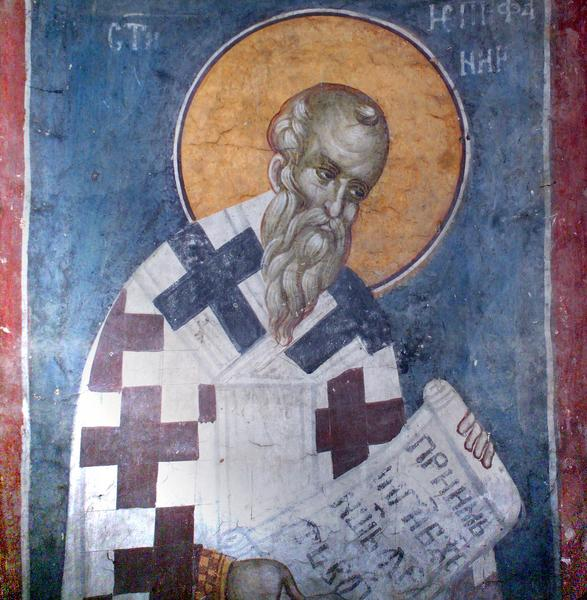
Epiphanios von Salamis (Fresko im Kloster Gračanica)

Epiphanios von Salamis (griechisch Επιφάνιος, lateinisch Epiphanius; * um 315 in Besanduk bei Eleutheropolis (heute: Bet Guvrin, Israel) in Judäa; † 12. April 403) war Bischof von Konstantia (Salamis) auf Zypern.

## Leben
Epiphanios stammte aus Eleutheropolis (Bet Guvrin) im Süden Palästinas, wo es einzelne jüdische Gemeinden gab. Gelegentlich wurde behauptet, er sei selbst jüdischer Herkunft gewesen; echte Belege hierfür gibt es jedoch nicht. Er verbrachte in seiner Jugend einige Zeit bei frühchristlichen Mönchen in Ägypten und stiftete 335 als junger Mann in der Nähe von Eleutheropolis selbst ein Kloster, das er nach seiner Weihe zum Presbyter durch den Bischof von Eleutheropolis über 30 Jahre leitete.
Er wurde 367 zum Bischof von Konstantia (Salamis) auf Zypern gewählt und förderte auch dort das Mönchtum.
Epiphanios sah Origenes als Urheber aller Häresie, besonders des Arianismus, und bekämpfte ihn erbittert „in allen Sprachen der Welt“, wie Rufinus von ihm sagt (zitiert nach BBKL, s. Weblinks), denn er war des Griechischen, Syrischen, Hebräischen, Koptischen und Lateinischen kundig. Epiphanios wurde zum Haupturheber des ersten origenistischen Streits. Er nahm an der Synode von Antiochia 378 und dann an der Synode von Rom 382 teil. Im Jahr 394 kam er nach Jerusalem und predigte in der Grabeskirche (Auferstehungskirche) gegen die Anhänger des Origenes. In einem Brief von 394, der die Irrtümer des Origenes behandelt, betont er die irdische Existenz des Paradieses, ähnlich auch im Ancoratus. Hier behandelt er auch die Geographie der vier Ströme des Paradieses. Den Gihon etwa setzt er mit dem Nil gleich. Er fließe vom Paradies aus durch Äthiopien und Ägypten, um schließlich ins Mittelmeer zu münden.
Die Auseinandersetzung mit Origenes und seinen Anhängern beschäftigte Epiphanios bis zu seinem Ende. Im Winter 402 forderte Theophilos von Alexandria Epiphanios dazu auf, nach Konstantinopel zu reisen, weil Johannes Chrysostomos, Bischof von Konstantinopel, Anhängern des Origenes Zuflucht gewährt hatte. Epiphanios sollte den angeblichen Origenismus des Johannes Chrysostomos bekämpfen. In dieser letzten Auseinandersetzung blieb er aber zu Lebzeiten erfolglos: Noch vor der Verurteilung des Chrysostomos starb Epiphanios im folgenden Jahr auf See bei der seiner Rückreise von Konstantinopel nach Zypern.

## Werke
Als seine früheste Schrift gilt Ancoratus („Der Festgeankerte“) von 374, eine Polemik gegen Origenes und den Arianismus. Unter seinen Schriften ist die wichtigste sein Panárion („Hausapotheke“ gegen die Schlangenbisse der Häresie, auch als Adversus haereses bekannt und meist als Haereses zitiert, geschrieben 374–377), ein Verzeichnis 80 „häretischer“ Lehren, zu denen Epiphanios allerdings neben Alogern und Monarchianern auch nichtchristliche philosophische und religiöse Strömungen oder Parteiungen wie die Stoa oder die Sadduzäer rechnet. 392 schrieb er in Konstantinopel ein Buch über die biblischen Maße und Gewichte (De mensuris et ponderibus). Der Panarion gilt als die wichtigste Überlieferung zur Sekte der Kainiten.
Ausgaben:
- Janus Cornarius. D. Epiphanin Episcopi Constantiae Cypri, Contra octoaginta haereses opus, Panarium, sive Arcula, aut Capsula Medica appellatum, continens libros tres, & tomos sive sectiones nes toto septem. Una cum aliis eiusdem D. Epiphanii operibus … Hergavius & Oporinus, Basel 1560 (Digitalisat); Hieronymus de Marnef & Guliemum de Cavellat, Paris 1566 (Digitalisat).
- Epiphanius: Ancoratus und Panárion. Band 1 und 2. Herausgegeben von Karl Holl. Hinrichs, Leipzig 1915/22; Band 3. Herausgegeben von Hans Lietzmann. Hinrichs, Leipzig 1933.
- The Panarion of Epiphanius of Salamis. Book I. (Sects 1-46) (= Nag Hammadi Studies. Band 35). Translated by Frank Williams. Brill, Leiden 1987, ISBN 90-04-07926-2 (Digitalisat).
- The Panarion of Epiphanius of Salamis. Books II and III (Sects 47-80, De Fide). Translated by Frank Williams. Brill, Leiden 1994, ISBN 90-04-09898-4.
- Über die zwölf Steine im hohepriesterlichen Brustschild (De duodecim gemmis rationalis). Nach dem Codex Vaticanus Borgianus Armenus 31 herausgegeben und übersetzt von Felix Albrecht und Arthur Manukyan (Gorgias Eastern Christian Studies 37), Gorgias Press, Piscataway 2014, ISBN 978-1-4632-0279-8.